# Kaoru Ono
Kaoru Ono (jap. 小野 薫, Ono Kaoru; * 1962) ist ein japanischer Mathematiker, der sich mit Symplektischer Geometrie und speziell Floer-Homologie und holomorphen Kurven in symplektischen Mannigfaltigkeiten befasst. Er ist Professor am Research Institute for Mathematical Sciences (RIMS) an der Universität Kyōto.
Ono promovierte 1990 (Equivariant index of Dirac operators) an der Universität Tokio. Er bewies 1999 mit Kenji Fukaya eine schwache Form der Arnold-Vermutung in der symplektischen Geometrie. Mit Fukaya konstruierte er Floer-Kohomologie von Hamiltonschen Diffeomorphismen auf beliebigen geschlossenen symplektischen Mannigfaltigkeiten und Gromow-Witten-Invariante und mit Fukaya, Y. Oh und Hiroshi Ohta entwickelte er die Floer-Theorie von Lagrange-Untermannigfaltigkeiten (Lagrange-Schnitt-Floer-Homologie) mit Anwendungen in symplektischer Geometrie und homologischer Mirror-Symmetrie. Mit Floer-Nowikow-Kohomologie bewies er die {\displaystyle C^{1}}-Fluss-Vermutung.
2005 erhielt er den Herbstpreis der Japanischen Mathematischen Gesellschaft und 1999 den Geometrie-Preis. 2006 war er Invited Speaker auf dem Internationalen Mathematikerkongress in Madrid (Development in symplectic Floer theory).

## Schriften
- mit Fukaya: Arnold conjecture and Gromov-Witten invariant, Topology, Band 38, 1999, S. 933–1048
- Development in symplectic Floer theory, International Congress of Mathematicians, 2006, Proc. ICM Madrid, Band 2, 1061
- mit Fukaya, Oh, Ohta: Lagrangian Intersection Floer Theory. AMS/IP Studies in Advanced Mathematics, 2009